# Fronteras de Panamá
Geográficamente Panamá se encuentra ubicado en el centro del continente americano, sobre el istmo de su nombre. Su territorio está confinado entre las selvas del Darién y los océanos Atlántico y Pacífico. Debido a esta conformación del territorio, posee límites tanto naturales como políticos. El país ejerce su soberanía dentro del territorio comprendido por estas.

## Colombia

Esquema de la frontera entre Colombia y Panamá.

La frontera terrestre con Colombia es la más pequeña que posee Panamá, con un total de 266 km, comprendiendo las puntas Cocalito y Ardita, en el Océano Pacífico, y cabo Tiburón en el mar Caribe. La característica más peculiar de éste límite es que discurre totalmente por la región del Darién. Se encuentra establecida por el Tratado Vélez-Victoria, que se firmó en Bogotá el 20 de agosto de 1924. Con este tratado se determinó por completo la delimitación de las fronteras entre los dos territorios.
Las fronteras marítimas con Colombia en ambos océanos se delimitaron por medio del tratado firmado el 20 de noviembre de 1976 a través de los Ministros de Relaciones Exteriores de Colombia, Indalecio Liévano Aguirre, y de Panamá, Aquilino Boyd. El tratado delimita la parte correspondiente al mar Caribe como sigue:
- La línea media en la que todos los puntos son equidistantes de los puntos más cercanos a las líneas de base, desde donde cada nación mide la anchura de su mar territorial, desde el punto en el que la frontera terrestre toca el mar en el Cabo Tiburón (08°41′7.3″N 77°21′50.9″O / 8.685361, -77.364139) hasta el punto situado a 12°30′00″N 78°00′00″O / 12.50000, -78.00000.
- Comenzando por el punto situado a 12°30′00″N 78°00′00″O / 12.50000, -78.00000, la delimitación de las áreas marinas y submarinas que pertenecen a cada una de las dos naciones consiste en una serie de líneas rectas, hasta el punto de coordenadas 11°00′00″N 81°15′00″O / 11.00000, -81.25000, donde comienzan los límites con Costa Rica.

La delimitación correspondiente al océano Pacífico es:
- Desde el punto medio entre Puntas Cocalito y Ardita, de coordenadas 07°12′39.3″N 77°53′20.9″O / 7.210917, -77.889139, punto donde termina la frontera terrestre entre ambas naciones, hasta el punto ubicado en las coordenadas 05°00′00″N 79°52′00″O / 5.00000, -79.86667. En este punto termina la línea media en la que todos los puntos son equidistantes de los puntos más cercanos a las líneas de base, desde donde cada nación mide la anchura de su mar territorial.
- Comenzando del punto ubicado en las coordenadas 05°00′00″N 79°52′00″O / 5.00000, -79.86667 se sigue por su paralelo hasta el punto de coordenadas 05°00′00″N 84°19′00″O / 5.00000, -84.31667, donde comienza la delimitación con Costa Rica.

## Costa Rica

Esquema de la frontera entre Costa Rica y Panamá.

La frontera terrestre tico-panameña se encuentra establecida por el Tratado Echandi-Fernández, que se firmó en San José en mayo de 1941. Con este tratado se determinó por completo la delimitación de las fronteras entre los dos territorios.
Este límite consiste en un largo y quebradizo trecho que discurre entre la costa costera pacífica, la Cordillera Centroamericana y la zona costera del Caribe. Este límite inicia en la boca del río Sixaola en el mar Caribe, sigue por la vaguada de este río hasta su afluencia en el río Yorkin, sube hasta la cumbre de la Cordillera de Talamanca, sigue esta cordillera hasta cerro Pando y de aquí avanza por un contrafuerte que constituye el divorcio de aguas entre los ríos del golfo Dulce y de la bahía de Charco Azul hasta llegar al final de la punta Burica en el océano Pacífico.
Las fronteras marítimas con Costa Rica en ambos océanos se delimitaron por medio del tratado firmado el 2 de febrero de 1980 a través de los Ministros de Relaciones Exteriores de Costa Rica, Rafael Ángel Calderón Fournier, y de Panamá, Carlos Ozores Typaldos. El tratado delimita la parte correspondiente al mar Caribe como sigue:
- La línea media en la que todos los puntos son equidistantes de los puntos más cercanos a las líneas de base, desde donde cada nación mide la anchura de su mar territorial, desde el punto en el que la frontera terrestre toca el mar en la desembocadura del río Sixaola (09°34′16″N 82°34′00″O / 9.57111, -82.56667) hasta el punto situado a 10°49′00″N 81°26′08″O / 10.81667, -81.43556, donde los límites de Costa Rica, Colombia y Panamá se intersecan.

La delimitación correspondiente al océano Pacífico es:
- La línea media en la que todos los puntos son equidistantes de los puntos más cercanos a las líneas de base, desde donde cada nación mide la anchura de su mar territorial, desde el punto en el que la frontera terrestre toca el mar en la punta Burica hasta el punto situado a 05°00′00″N 84°19′00″O / 5.00000, -84.31667, donde los límites de Costa Rica, Colombia y Panamá se intersecan.